# Mellerudskanin

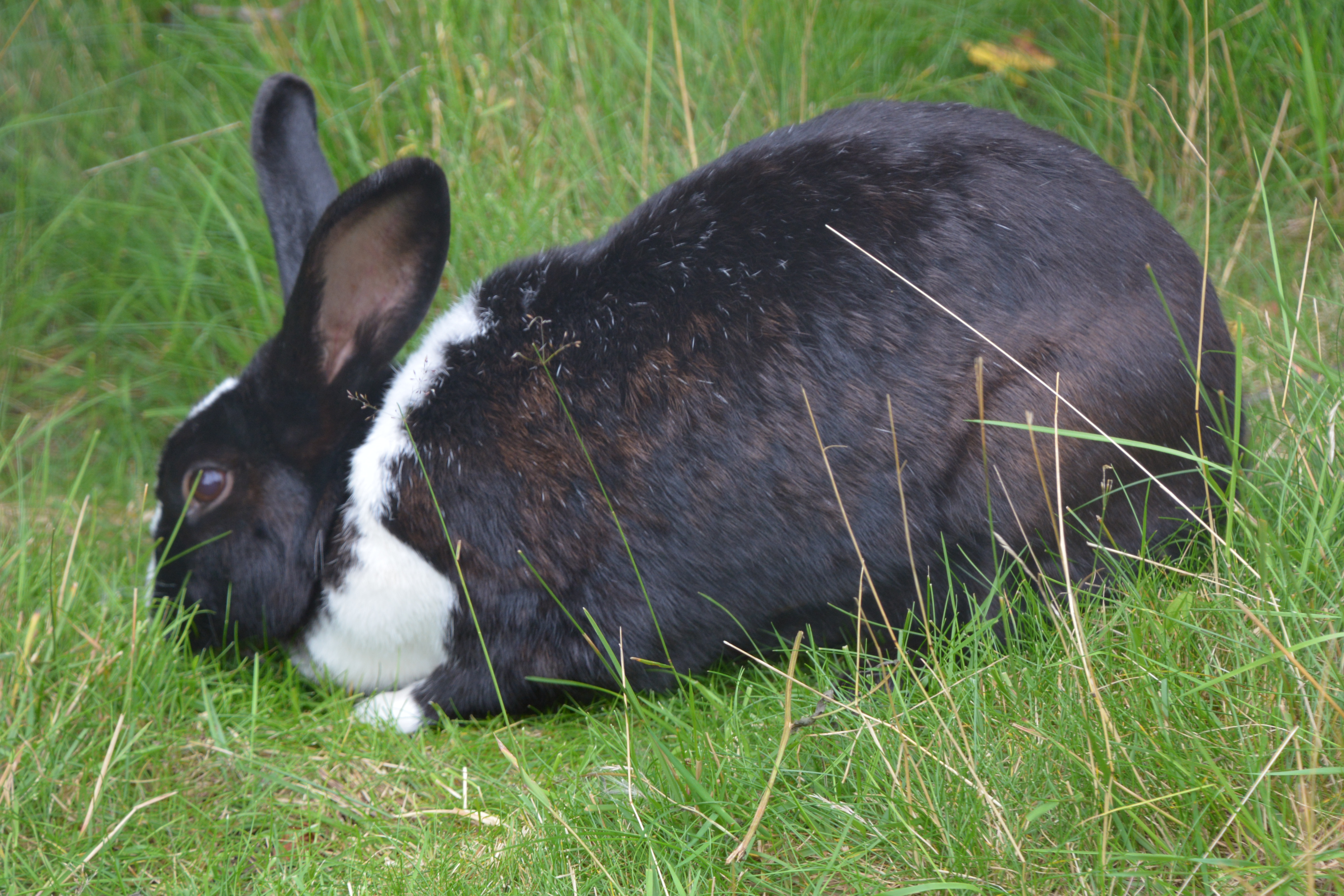
Mellerudskanin

Mellerudskaninen är en svensk lantras som liksom Gotlandskaninen står på Statens jordbruksverkets lista över utrotningshotade svenska husdjursraser. När man under senare delen av 1800-talet och början av 1900-talet började avla fram nya kaninraser med inriktning på kött, päls, skinn eller färg minskade lantraserna för att nästan försvinna helt. Hos Edith Johansson i Melleruds kommun  fanns dock en besättning lantraskaniner kvar, och dessa fick namnet Mellerudskanin. Djuren hade funnits där sen 1937, och den enda kända inblandningen av djur utifrån var 1968 då det korsades in två svart-vit-brokiga djur, en hona och en hane. Bevarandearbetet organiseras av föreningen Gotlandskaninen.
År 2011 blev Mellerudskaninen officiellt en godkänd svensk husdjursras. Det året godkände jordbruksverket föreningen Gotlandskaninens avelsplan.
En Mellerudskanin liknar Gotlandskaninen i kroppsformen. De finns bara i svartvitbrokig färg eller som albino. De har kort päls och upprättstående öron. En vuxen kanin väger runt 3 kg. I temperamentet uppfattas den ofta som lugnare än Gotlandskaninen.